# Aldo Mondino

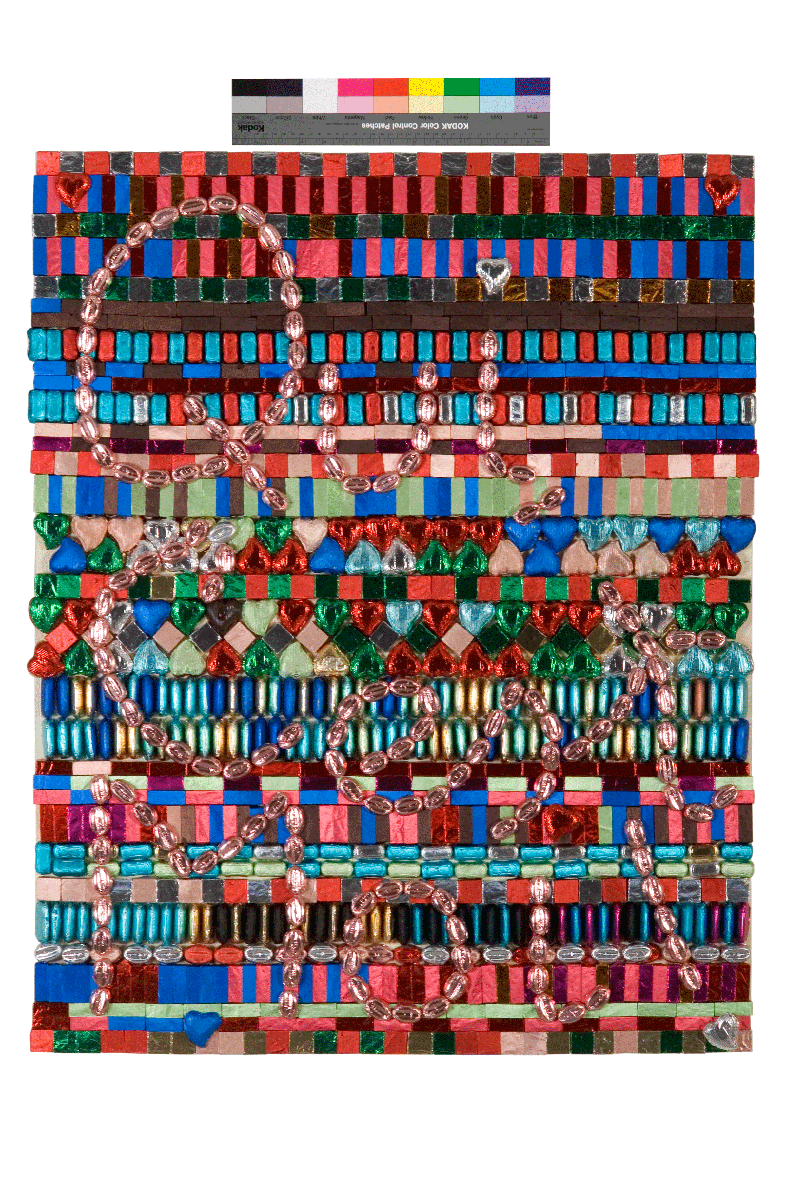
Aldo Mondino. Qui c est moi. Le chocolat de la mosaïque. 1999. 100×82×4 cm

Aldo Mondino (né le 4 octobre 1938 à Turin et mort le 10 mars 2005  dans la même ville) est un sculpteur et peintre italien

## Biographie
Aldo Mondino est un artiste caractérisé par une approche ironique de l'art. Pour ses travaux, il a utilisé de nombreux types de matériaux, y compris le caramel et le chocolat, pour une approche plus traditionnelle de la peinture à l'huile (mais sur des feuilles de plastique). Il est connu pour ses mosaïques réalisées à l'aide de chocolat, de graines, de café, de légumineuses et de nombreux autres matériaux différents.

## Filmographie
- 1970 : Necropolis de Franco Brocani